# Melitaea
Melitaea is een geslacht van vlinders uit de familie Nymphalidae (schoenlappers, parelmoervlinders en zandoogjes).

## Soorten
- Melitaea abyssinica Oberthür, 1909
- Melitaea acentria Lukhtanov, 2017[1]
- Melitaea acraeina (Staudinger, 1886)
- Melitaea aetherie (Hübner, 1826) - Moorse parelmoervlinder
- Melitaea agar Oberthür, 1888
- Melitaea ala Staudinger, 1881
- Melitaea alraschid Higgins, 1941
- Melitaea ambrisia Higgins, 1935
- Melitaea amitabha Belter, 1944
- Melitaea amoenula C. & R.Felder, 1867
- Melitaea arcesia Bremer, 1861
- Melitaea arduinna (Esper, 1783) - Centaurieparelmoervlinder
- Melitaea asteria Freyer, 1828 - Dwergparelmoervlinder
- Melitaea asteroidea Staudinger, 1881
- Melitaea athalia (Rottemburg, 1775) - Bosparelmoervlinder
- Melitaea athene Staudinger, 1881
- Melitaea aurelia Nickerl, 1850 - Steppeparelmoervlinder
- Melitaea avinovi Sheljuzhko, 1914
- Melitaea balba Evans, 1912
- Melitaea balbita Moore, 1874
- Melitaea bellona Leech, 1892
- Melitaea bellonides Belter, 1942
- Melitaea britomartis Assmann, 1847 - Oostelijke parelmoervlinder
- Melitaea casta (Kollar, 1848)
- Melitaea chitralensis Moore, 1901
- Melitaea cinxia Linnaeus, 1758 - Veldparelmoervlinder
- Melitaea clancha Wright, 1906
- Melitaea collina Lederer, 1861
- Melitaea consulis Wiltshire, 1941
- Melitaea deione (Geyer, 1832) - Spaanse parelmoervlinder
- Melitaea delerei Heydemann, 1954
- Melitaea deserticola Oberthür, 1909
- Melitaea diamina Lang, 1789 - Woudparelmoervlinder
- Melitaea dictynna Esper, 1779
- Melitaea didyma (Esper, 1777) - Tweekleurige parelmoervlinder
- Melitaea didymina Staudinger, 1895
- Melitaea didymoides Eversmann, 1847
- Melitaea elisabethae Avinoff, 1910
- Melitaea enarea Fruhstorfer, 1917
- Melitaea fergana Staudinger, 1882
- Melitaea gina Higgins, 1941
- Melitaea hafiz Higgins, 1941
- Melitaea infernalis Grum-Grshimailo, 1891
- Melitaea interrupta Kolenati, 1846
- Melitaea jeholana Matsumura, 1939
- Melitaea jezabel Oberthür, 1888
- Melitaea jitka Weiss & Major, 2000
- Melitaea kotshubeji Sheljuzhko, 1929
- Melitaea kuchi Wyatt, 1961
- Melitaea latonigena Eversmann, 1847
- Melitaea leucippe Schneider, 1787
- Melitaea ludmilla Churkin, Kolesnichenko & Tuzov, 2000
- Melitaea lunulata Staudinger, 1901
- Melitaea lutko Evans, 1932
- Melitaea magniplaga Röber, 1927
- Melitaea meherparvari Carbonell, 2007
- Melitaea melicerta Pfutzner, 1873
- Melitaea mimetica Higgins, 1940
- Melitaea minerva Staudinger, 1881
- Melitaea mixta Evans, 1912
- Melitaea montium Belter, 1934
- Melitaea nekkana Matsumura, 1939
- Melitaea ninae Sheljuzhko, 1935
- Melitaea pacifica Verity, 1932
- Melitaea pallas Staudinger, 1886
- Melitaea paludani Clench & Shoumatoff, 1956
- Melitaea parthenie (Bergstrasser, 1780)
- Melitaea parthenoides Keferstein, 1851 - Westelijke parelmoervlinder
- Melitaea pavlitzkajana Sheljuzhko, 1943
- Melitaea pekinensis Seitz, 1908
- Melitaea persea Kollar, 1850
- Melitaea persea Kollar, 1850
- Melitaea phoebe Denis & Schiffermüller, 1775 - Knoopkruidparelmoervlinder
- Melitaea protomedia Ménétriés, 1859
- Melitaea pseudoala Sheljuzhko, 1928
- Melitaea pseudosibina Alberti, 1969
- Melitaea punica Oberthür, 1876
- Melitaea robertsi Butler, 1880
- Melitaea romanovi Grum-Grshimailo, 1891
- Melitaea sabina Wright, 1906
- Melitaea sarvistana Wiltshire, 1941
- Melitaea saxatilis Christoff, 1876
- Melitaea scotosia Butler, 1878
- Melitaea septentriorientis Verity, 1930
- Melitaea shandura Evans, 1924
- Melitaea sibina Alphéraky, 1881
- Melitaea sindura Moore, 1865
- Melitaea snyderi Seok, 1936
- Melitaea solona Alphéraky, 1881
- Melitaea sultanensis Staudinger, 1886
- Melitaea sutschana Staudinger, 1892
- Melitaea tangigharuensis de Freina, 1980
- Melitaea telona - Fruhstorfer, 1908
- Melitaea transcaucasica Turati, 1921
- Melitaea trivia Denis & Schiffermüller, 1775 - Toortsparelmoervlinder
- Melitaea tsonkapa Belter, 1944
- Melitaea turanica Erschoff, 1874
- Melitaea turkmanica Higgins, 1940
- Melitaea varia Meyer-Dur, 1851 - Alpenparelmoervlinder
- Melitaea yuenty Oberthür, 1888